# Paraspongia laxa
Paraspongia laxa är en svampdjursart som beskrevs av Carter 1885. Paraspongia laxa ingår i släktet Paraspongia och familjen Dysideidae. Inga underarter finns listade i Catalogue of Life.